# Rho Scorpii
Désignations
Rho Scorpii (ρ Sco / ρ Scorpii) dans la Désignation de Bayer est une étoile binaire de la constellation du Scorpion. 

## Nomenclature
Iklil et le nom propre de Rho scorpii / ρ Sco aujourd’hui approuvé retenu par l’Union astronomique internationale (UAI). C’est l’arabe الإكليل al-Iklīl, « la Couronne », qui est, dans le ciel arabe traditionnel, le nom du groupe βδπ Sco qui forme la XVIIe des manāzil al-qamar ou « stations lunaires ». Aussi est-il introduit très tôt, dès l’an mil, avec les premières listes latines des stations, notamment sous la forme Alachid. Il faut attendre les travaux du philologue Karl Philipp Buttmann (1822) pour que le nom Iklil soit donné pour l’étoile individuelle β Sco, probablement à partir de Friedrich Lach qui indique Iclil el-dschebbah pour le groupe βδπρνω Sco. C’est ensuite sous la forme Iclil que ce nom  est déplacé et spécialisé sur ρ Sco par l’astronome étasusien Jack W. Rhoads, avant que l'UAI ne le retienne sous la forme Iklil.

## Propriétés
Rho Scorpii est située à environ 410 années-lumière de la Terre. C'est un système binaire spectroscopique, dont les deux étoiles orbitent l'une autour de l'autre avec une période de quatre jours et avec une excentricité de 0,27. Sa composante visible est une étoile bleue-blanche de type spectral B2IV-V.
Ce système d'étoiles a été découvert par le projet SETI.[réf. nécessaire]